# سرود همجنس‌گرایان

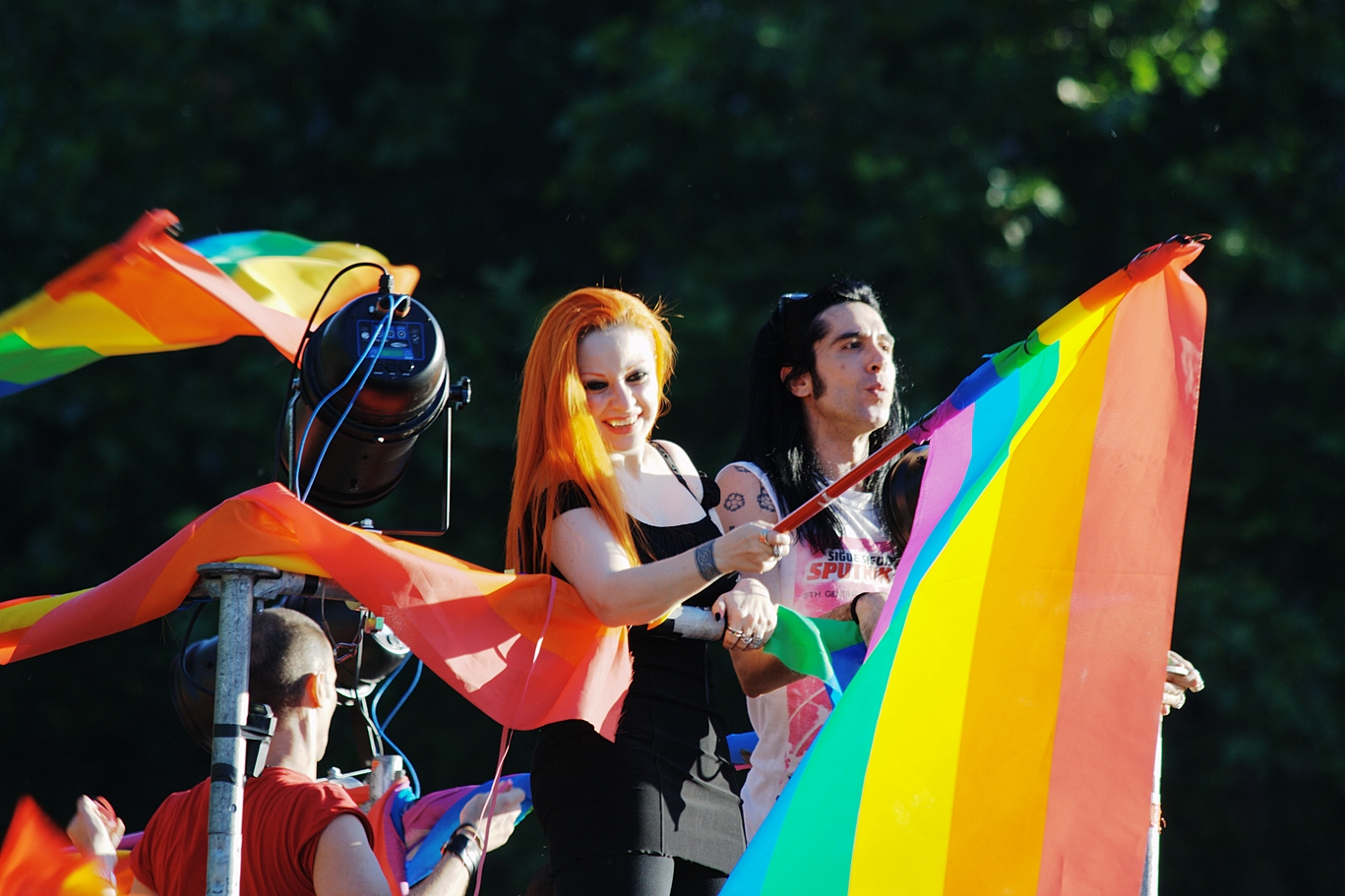
آلاسکا، خواننده معروف در اسپانیا و آمریکای لاتین، در خیابان های مادرید (اسپانیا) در طول رژه افتخار LGBT در سال 2008.

سرود همجنس‌گرایان ترانه‌ای در سبک موسیقی عامه‌پسند است که در میان جامعهٔ همجنس‌گرایان، به‌ویژه همجنس‌گرایان مرد، یا دیگر دگرباشان پرطرفدار است. چنین نیست که هر ترانهٔ دارای برچسب «سرود همجنس‌گرایان» از آغاز با آن هدف ساخته شده باشد. پرطرفدار بودن ترانه در میان همجنس‌گرایان است که موجب می‌شود ترانه برچسب سرود همجنس‌گرایان را دریافت کند. برخی از ترانه‌های موفق مانند «گیلاست را بالا بگیر» پینک و «همینیم که هستیم» کشا، در حمایت از حقوق همجنس‌گرایان نقش داشتند.

## ویژگی‌ها
متن ترانه‌هایی که برچسب سرود همجنس‌گرایان را با خود دارند، اغلب دارای مضمون‌هایی چون استقامت، مقاومت درونی، پذیرش، غرور، و اتحاد است. ده ویژگی که نویسندگان کتاب دگرباش (۲۰۰۲) برای سرودهای همجنس‌گرایان برشمردند، عبارتند از: زنان خواننده با صدای قوی، چیره شدن بر سختی‌های عشق، تو تنها نیستی، اهمیت ندادن (در میهمانی)، اعتمادبه‌نفس قوی، تمایل‌های جنسی بدون شرم، جستجو برای پذیرش، کورسوی امید، عشق برنده می‌شود، و از کسی که هستید شرمگین نباشید.

## نمونه‌ها
برپایهٔ پاپیولار میوزیک که یک مجلهٔ موسیقی است، ترانه‌ای که بیشتر از همه برچسب سرود همجنس‌گرایان را بر خود دارد، «زنده خواهم ماند» از گلوریا گینور است که پیش از شورش‌های استون‌وال و در زمان همه‌گیری ایدز به‌عنوان یک کار برجستهٔ دیسکو پرطرفدار بود. بنیاد فعال در زمینهٔ حقوق دگرباشان جنسی استون‌وال، ترانهٔ «زیبا» از کریستینا آگیلرا را قدرت‌بخش‌ترین ترانهٔ دههٔ ۲۰۰۰ میلادی برای دگرباشان دانسته است. التون جان پیش‌بینی کرده‌است که این ترانه جای «زندا خواهم ماند» را به‌عنوان یک سرود همجنس‌گرایان خواهد گرفت. برخی دیگر از سرودهای همجنس‌گرایان عبارتند از:
- «بیرون می‌آیم» از دایانا راس
- «ملکه رقصان» از آبا
- «وگ» از مدونا
- «این‌گونه زاده شده‌ام» از لیدی گاگا
- «عشق یکسان» از مکلمور
- «وای.ام.سی.ای» از ویلیج پیپل
- «آتش‌بازی» از کیتی پری